# 埃尔姆
埃尔姆（法語：Hermes，法語發音：[ɛʁm]）是法国瓦兹省的一个市镇，属于博韦区。

## 地理
埃尔姆（49°21'27"N, 2°14'46"E）面积11.72 平方千米，位于法国上法蘭西大區瓦兹省，该省份为法国北部内陆省份，北起索姆省，西接厄尔省和滨海塞纳省，南至塞纳-马恩省和瓦兹河谷省，东临埃纳省。
与埃尔姆接壤的市镇（或旧市镇、城区）包括：布雷勒、泰兰河畔巴约勒、贝尔特库尔、埃耶、穆希勒沙泰勒、埃地区拉纳维尔、圣费利克斯、维莱圣塞皮尔克。

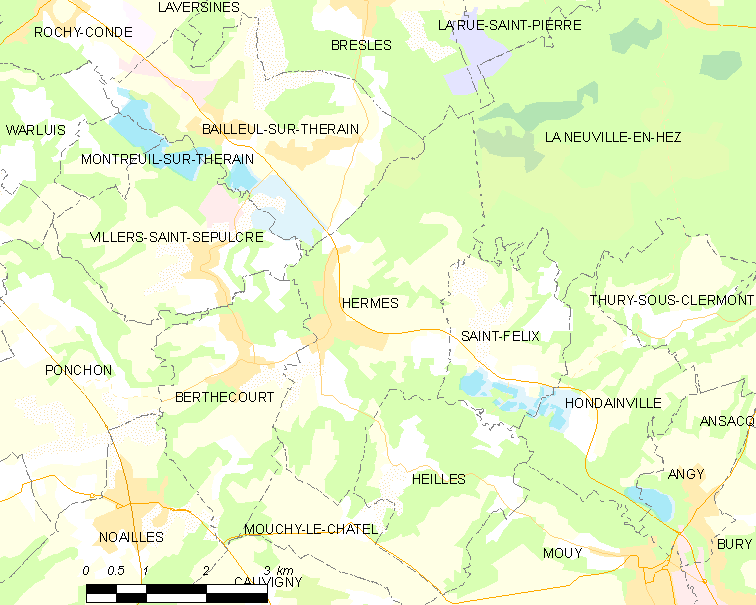
埃尔姆的OSM定位图

埃尔姆的时区为UTC+01:00、UTC+02:00（夏令时）。

## 行政
埃尔姆的邮政编码为60370，INSEE市镇编码为60313。

## 政治
埃尔姆所属的省级选区为穆伊县。

## 人口

1962-2008年间埃尔姆人口变化图示

埃尔姆于2022年1月1日时的人口数量为2510人。